# 华雯
华雯（1963年—），上海人，中国沪剧表演艺术家，一级演员，上海宝山沪剧团团长，中国戏剧梅花奖二度梅获得者。